# سابق (نجم)
أو إيتا الحواء (بالإنجليزية: Eta Ophiuchi)‏ اسمه التقليدي Sabik مشتق من الاسم العربي. و هو نجم ثنائي في كوكبة الحواء .
من الصعب ملاحظة النظام الثنائي لسابق في تلسكوبات الهواة، والنجم الرئيسي أكبر وأكثر حرارة بقليل من رفيقه وينتمي النجم الثانوي تصنيف نجمي A2 من النسق الأساسي و هو أمر غير اعتيادي في نظام النجوم الثنائية. يدور كلا النجمين حول مركز معين بسرعة كبيرة جدا مما يجعل من المستحيل تشكل نظام كوكبي يدور حولهما .
يبعد سابق عن الأرض 84 سنة ضوئية